# Federazione di baseball della Nuova Zelanda
La Federazione neozelandese di baseball (eng. Baseball New Zealand, BNZ) è un'organizzazione fondata nel 1989 per governare la pratica del baseball e del softball in Nuova Zelanda.
Organizza il campionato maschile e di softball femminile, e pone sotto la propria egida la nazionale maschile e di softball femminile.